# Krzysztof Benedyk
Krzysztof Benedyk (* 14. Januar 1972 in Dębica) ist ein polnischer ehemaliger Fußballspieler und heutiger Trainer, der seit 1998 in Deutschland lebt.

## Karriere
Sein erster Verein war Wisłoka Dębica im Südosten Polens. Seine erfolgreichste Zeit erlebte der 1,83 m große und 79 kg schwere, vielseitig einsetzbare Spieler 1994 bis 1997 bei Ruch Chorzów in der ersten polnischen Liga. In Polen spielte er außerdem in der Zeit zwischen 1996 und 1998 noch kurzzeitig für Wawel Kraków und Hetman Zamość sowie in der Saison 2000/01 für Stal Stalowa Wola.
Im September 1998 wechselte er zum FC Carl Zeiss Jena. Der polnische Fußballer debütierte im Thüringer Derby am 9. Spieltag der Saison 1998/99 der Regionalliga Nordost beim FC Rot-Weiß Erfurt (2:2). In der gesamten Saison kam er in 16 Punktspielen zum Einsatz, konnte aber nur zwei Tore – beide im Auswärtsspiel beim FC Sachsen Leipzig – erzielen. Am Ende der Saison verließ er den FCC wieder und kehrte in seine Heimat zurück.
Insgesamt absolvierte Krzysztof Benedyk 18 Pflichtspiele für den FC Carl Zeiss – davon 16 Spiele in der Regionalliga, ein Spiel um den DFB-Pokal und ein Spiel um den Thüringenpokal.
Nach seiner Zeit in Jena spielte er in Deutschland beim SV Borussia Wuppertal (2001 bis 2004), beim 1. FC Kleve (2004/05), beim VfB Speldorf (2005 bis 2007) und beim 1. FC Wülfrath (2007), VfB Hilden (2008) und Ratingen 04/19 (seit Juli 2008). 2010 wechselte er als  Spielertrainer zum FC Polonia Wuppertal. Seit der Saison 2010/11 war dort auch Jean-Louis Tavarez sein Mannschaftskamerad. 2012 wechselte er zum Bezirksligisten Grün-Weiß Wuppertal.